# Stephen d’Irsay

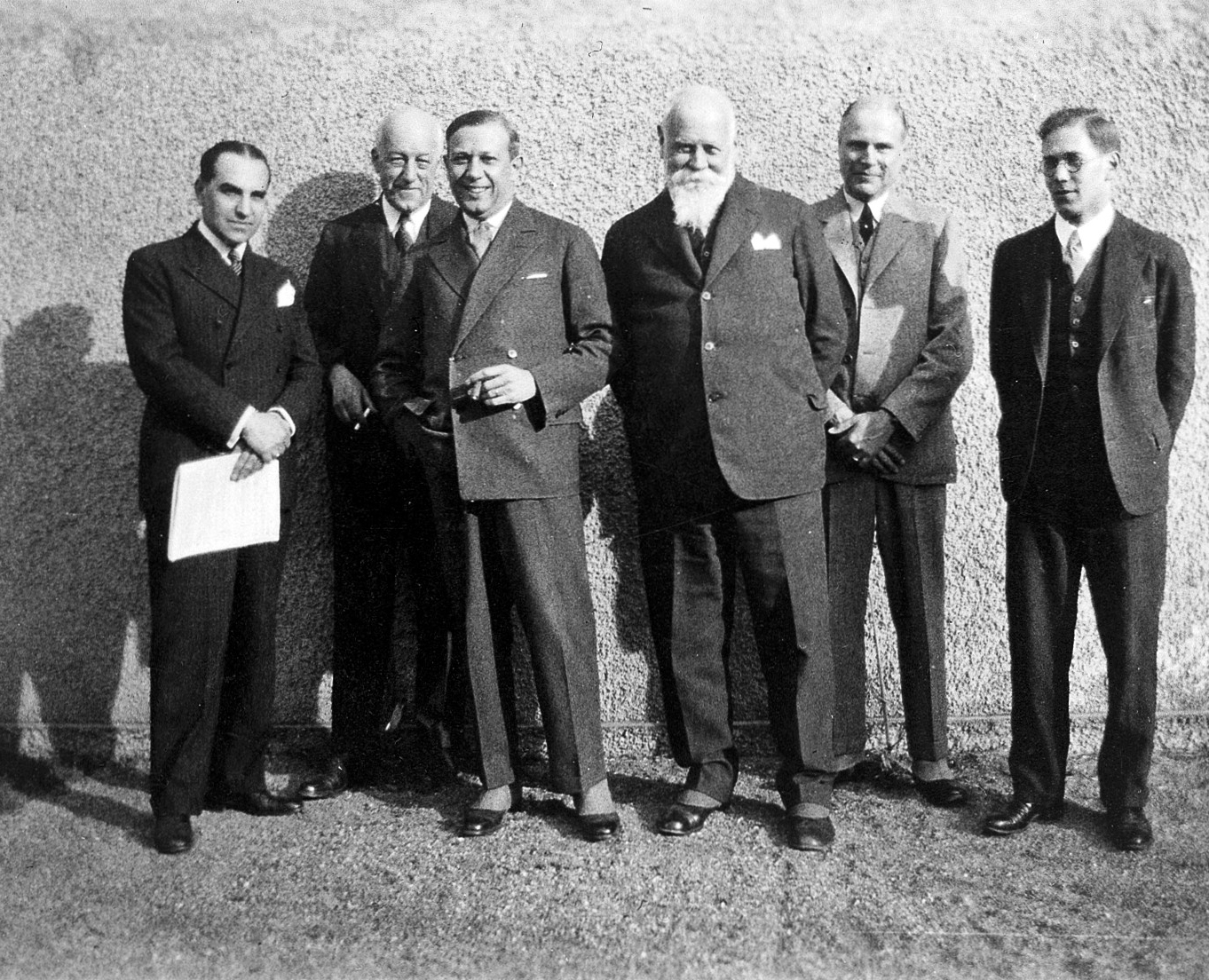
Von li. nach re. Stephen d’Irsay, Arnold C. Klebs, Henry E. Sigerist, Karl Sudhoff, Friedrich Wilhelm Tobias Hunger, Owsei Temkin. Leipzig 1929

Stephen d’Irsay (* 18. September 1894 als István Irsay in Budapest; † 16. November 1934 in Paris) war ein ungarischer Arzt und Medizinhistoriker.

## Leben und Wirken
Seine Schulausbildung erhielt Stephen d‘Irsay in Budapest und in Lausanne. Er studierte Medizin an der Königlichen Ungarischen Universität und schloss 1918 mit einem Doktorat ab. In Budapest bildete er sich auf dem Gebiet der Physiologie weiter mit Interessenschwerpunkten zu Fragen der Herz-Kreislauf-Funktionen, insbesondere zur Diagnostik mit Hilfe des Elektrokardiogramms. Fünf Monate verbrachte er in Leiden im Institut von Willem Einthoven und er arbeitete in Berlin in der Klinik von Kraus. Danach erhielt er in Budapest eine Stelle in der Universitätsklinik bei Sándor Korányi.
1921 bekam er die Stelle eines Research Fellow für Elektrokardiographie und Direktors des Kardiographischen Labors im «Michael Reese Hospital» in Chicago. 1922 wechselte er an das «University Hospital» der University of California.
Aber bereits Mitte der 1920er Jahre wandte Stephen d’Irsay sein ganzes Interesse der Medizingeschichte zu. In Kalifornien erwarb er in der Abteilung für mittelalterliche Geschichte bei Louis John Paetow einen Masterabschluss. 1925 wechselte er auf die Yale University, an der er eine «Seessel Fellowship für angewandte Physiologie» erhielt. Studien zur Geschichte der Medizin betrieb er an der École nationale des chartes in Paris (1927) und am Institut für Geschichte der Medizin in Leipzig (1928–1929). Zurück in Amerika wurde er freier Mitarbeiter (Associate) am neu gegründeten «Institut für Geschichte der Medizin» der Johns Hopkins University in Baltimore. 1931 trat er in Paris in den Orden der Dominikaner ein.

## Werke
- The life and works of Gilles de Corbeil. New York 1925
- The black death and the medieval universities. P.B. Hoeber, New York 1925
- William Harvey, 1628–1928. R. Lier, Florenz 1928
- Albrecht von Haller; eine Studie zur Geistesgeschichte der Aufklärung. Thieme. Leipzig 1930
- Histoire des universités françaises et étrangères des origines à nos jours. Tome I, Moyen Age et Renaissance. A. Picard, Paris 1933